# حسین عباس (بازیکن)
حسین عباس (انگلیسی: Hussain Abbas؛ زادهٔ ۳۰ نوامبر ۱۹۹۴) بازیکن فوتبال اهل امارات متحده عربی است.